# Poa spiciformis
Poa spiciformis là một loài cỏ trong họ hòa thảo, thuộc chi poa.